# Associação Mundial para a Água
Global Water Partnership (GWP), fundada em 1996 pelo Banco Mundial, pelo Programa das Nações Unidas para o Desenvolvimento e pelo Ministério para Cooperação e Desenvolvimento da Suécia, é uma organização internacional que tem como missão ajudar países na gestão sustentável de suas fontes de água. Além de agências de desenvolvimento e os países membros da GWP inclui ONGs e organizações de pesquisa.